# 信仰自由 (油畫)
《信仰自由》（英語：或）是美国画家诺曼·洛克威尔《四大自由》系列油画的第二幅。这四幅油画代表的理念都源自第32任美国总统富兰克林·德拉诺·罗斯福1941年1月6日国情咨文中的四大自由。《信仰自由》于1943年2月27日在《星期六晚邮报》首发，一同发布的还有哲学家威尔·杜兰特的文章。
画作发表后大量印发成海报，还成为政府战争债券的图案。洛克威尔觉得本作和《言论自由》是全系列中最成功的作品，之后还在其它艺术作品中沿用类似构图，但评论界对《信仰自由》的反响褒贬不一。

## 背景
《信仰自由》是诺曼·洛克威尔《四大自由》系列油画的第二幅。这四幅画的灵感源自第32任美国总统富兰克林·德拉诺·罗斯福1941年1月6日向第77届联邦国会发表的演说，演说中倡导的目标便是“四大自由”。这四大自由有两项已明确写入联邦宪法，分别是言论自由和宗教自由。四大自由主题之后写入同盟国对第二次世界大战的政策声明《大西洋宪章》，还成为《联合国宪章》的组成部分。四幅画作连续四周在《星期六晚邮报》刊登，并配有知名作家的文章。《言论自由》于1943年2月20日刊发，《信仰自由》于2月27日首发，《免于匮乏的自由》于3月6日刊登，《免于恐惧的自由》在3月13日首发。《星期六晚邮报》主编本·希布斯（Ben Hibbs）请名望正处高峰期的畅销书作家威尔·杜兰特撰文，以《信仰自由》作为配图。威尔是历史和哲学讲师，此时正同夫人阿里尔·杜兰特合著共计十卷的《文明的故事》（The Story of Civilization）。《四大自由》之后作为海报大量印发，还成为美国政府战争债券的附图。

## 画作内容
画作的主要内容是狭小空间内八个人物的头部，这些人物代表祈祷时抱持不同信仰的人们。其中最右下角的男子头戴基帕，手持经书，是犹太人，他左上角的年长女性是新教徒，再左上角年纪较轻，面部被光照亮的女子手中持有玫瑰念珠，是天主教徒。1966年，洛克威尔在为杂志《快看》（Look）文章《肯尼迪的豪放遗产》（JFK's Bold Legacy）配图时借鉴《信仰自由》的画面风格，以示他对约翰·肯尼迪总统的钦佩之心。画的主要内容是肯尼迪和许多和平队志愿者的侧脸，画面格局同《信仰自由》类似。

## 创作

《信仰自由》的原稿是以理发店为背景

《信仰自由》的原稿是以理发店为背景，店内坐有不同种族和信仰的顾客，都在等待理发师服务。洛克威尔首先在画布上创作出长104厘米、宽84厘米的油画，创作主题为容忍是“民主社会宗教多样性的基础”。画面上的理发师是新教徒，正在理发的顾客是犹太人，一旁等待的还有黑人和罗马天主教徒。作者在创作过程中面临的主要问题是如何让观众顺利识别人物的不同种族和宗教信仰，因为人们对于不同种族和信仰人士的外貌差异并不具备广泛共识。为了让人物的种族和信仰易于辨别，洛克威尔在这幅原作中描绘出人物的不同职业，将各项特征描绘得更加明显甚至略显夸张，但他意识到此举极易引起反弹。画中的犹太人还是部分人眼中的古板形象，顾客中的白人看起来是大学预科生，黑人则是农业从业者，这显然存在刻板印象，作品因此陷入困境，没有达到代表政府立场发声的初衷。洛克威尔希望以宗教宽容作为画作主题，但他觉得这幅原作没能达成目标。
1942年6月，《星期六晚邮报》主编本·希布斯成为洛克威尔《四大自由》系列画作的支持者，希望画家能在两个月内把画完成。到了同年10月，《星期六晚邮报》担心洛克威尔的创作进度，并派报社美术编辑前往佛蒙特州本宁顿县的阿灵顿（Arlington）评估进展。洛克威尔此时正在创作《信仰自由》，这也是全系列的第二幅油画。洛克威尔花了两个月时间创作这幅画，画作的创作灵感源自短语“每个人都应听从良心的引导”，画中人物则以他的邻里为模特儿：怀孕三个月的罗斯·霍伊特（Rose Hoyt）就是画中手持玫瑰念珠的天主教徒，不过她实际上是美国圣公会的新教徒。其他模特包括哈林顿夫人（Mrs. Harrington）、为洛克威尔工作的木匠沃尔特·斯夸尔斯（Walter Squires）、沃尔特的夫人克拉拉（Clara Squires，在画的右上角），温菲尔德·赛科伊（Winfield Secoy）和吉姆·马丁（Jim Martin）。洛克威尔最终完成的画作主要依靠其它可视线索帮助观众辨别人物信仰，如玫瑰念珠和经书等。画的边缘还有位深色皮肤的人正在祈祷。《星期六晚邮报》此前从未在显著位置刊出黑人形象，不过洛克威尔的画也没有因此激起任何波澜。据画家本人表示，他把黑人女性的面孔放在画的顶端，头戴土耳其毯帽的男子位于底部，此举主要是为了避免当时的社会伦理争议。画面的颜色主要以柔和的灰色、米色和棕色调和，所以经过复制后颜色通常会更深、更暗。油画的颜料涂层很薄，这样画布的纹理就会在画面上体现出来。
洛克威尔曾表示，他觉得从讲故事的角度来说，手的重要程度仅次于头。对于《信仰自由》，他单通过手传递的信息就达到整个画作的一半。洛克威尔为创作这幅画投入大量精力，这主要是因为他深信宗教信仰“是极其敏感的话题，（一不小心就）极易伤害许多人的感情。”

## 专业评价
对于《言论自由》和《信仰自由》两幅作品，《星期六晚邮报》的本·希布斯表示：“在我看来，它们都是以颜料和画布形式保存下来的伟大人类文献。这是伟大的画作，我觉得它们都能够感动并激励数百万人。《四大自由》就是如此，它们也都做到了。”。沃尔特·迪斯尼写道：“我觉得您的《四大自由》实在太棒了。我特别喜欢《信仰自由》，喜欢其画面构成和象征意义。”洛克威尔自认《信仰自由》和《言论自由》是四幅画作中最出色的两幅。
据劳拉·克拉里奇（Laura Claridge）所述，洛克威尔引为画作灵感的短语“每个人都应听从良心的引导”早已是老生常谈，实际上代表画家“自己对宗教的看法”，她觉得这句短语很可能源自约瑟夫·史密斯的《信仰十三篇》（Thirteen Articles of Faith）。不过，洛克威尔本人曾多次向同僚询问这句短语可能的出处，但直到四幅画作全部出版后才得知史密斯的著作中有类似表述。18世纪时，美国多个州的州宪法都有“每个人都应听从良心的引导”或类似语句。
从针对画作的专业评价来看，信仰某些宗教的人士对于“宗教信仰自由”接受所有信仰的程度还是感到失望。克拉里奇认为：
（画面人物）紧绷的面孔……甚至苍老的手上那充满褶皱的皮肤都已成为信仰崇拜的对象，导致画作主题已偏离宽容理想主义，变成感伤的情绪，人与人之间的差异就在某个不受光线影响的神奇瞬间体现出来。画作中缺乏避免强调情感所需要的克制。
克拉里奇认为，画家创作的原版画作更显干净利落，疏散的空间令人赞叹，同作品包含的大量信息相互平衡。在她看来，原版作品虽然还只是油画的初步草图，但依然描绘得美仑美奂。斯图尔特·穆雷（Stuart Murray）和詹姆斯·麦凯布（James McCabe）指出，这幅画同洛克威尔赖以成名的“讲故事风格”有显著差异。
黛博拉·所罗门（Deborah Solomon）觉得《信仰自由》是《四大自由》中表现最差的作品，画面太过拥挤，甚至有些“说教”。诺曼·洛克威尔博物馆总馆长莫琳·哈特·亨尼西（Maureen Hart Hennessey）和馆长安妮·克努森（Anne Knutson）觉得画作上只显示出各人的头和手对整件艺术品有不利影响。《华尔街日报》的布鲁斯·科尔（Bruce Cole）指出，洛克威尔在画中“近距离描绘人的面部和手，这种做法毫无新意，也没有表达出对于宗教自由来说真正有意义的内容，所以同样就没有任何冲击力。这是因为信仰......本质上是私人情感，是他人自己的事情，无法捉摸，也无法描绘。”

### 脚注
1. 1 2  《美国新闻与世界报道》：《塑造美国的100份文献：富兰克林·罗斯福总统1941年的国情咨文（四大自由）》.
2. 1 2  2009年10月10日《华尔街日报》.
3. ↑  2048: Humanity's Agreement to Live Together.
4. ↑  The Kravchenko Case: One Man's War on Stalin.
5. ↑  Norman Rockwell's Four Freedoms.
6. ↑  Norman Rockwell's Four Freedoms，第61頁.
7. 1 2  2001年10月14日《纽约时报》.
8. 1 2  I Like To Please People.
9. 1 2 3  Norman Rockwell: Pictures for the American People，第102頁.
10. ↑  罗斯福1941年国情咨文.
11. 1 2 3 4 5  American Mirror: The Life and Art of Norman Rockwell，第209頁.
12. ↑  Norman Rockwell's Four Freedoms，第97–98頁.
13. ↑  American Mirror: The Life and Art of Norman Rockwell，第207頁.
14. ↑  Laura Claridge，第311頁.
15. 1 2  Norman Rockwell: Pictures for the American People，第100頁.
16. ↑  Laura Claridge，第311–312頁.
17. ↑  Norman Rockwell: Pictures for the American People，第96頁.
18. ↑  American Mirror: The Life and Art of Norman Rockwell，第204頁.
19. ↑  Norman Rockwell's Four Freedoms，第49頁.
20. 1 2 3  Norman Rockwell's People，第128–133頁.
21. 1 2 3 4 5  Laura Claridge，第312頁.
22. ↑  The Importance of Detail，第64頁.
23. ↑  Norman Rockwell's Four Freedoms，第59頁.
24. ↑  Norman Rockwell's Four Freedoms，第69頁.
25. 1 2  Norman Rockwell's Four Freedoms，第50頁.
26. ↑  A Blueprint for Judicial Reform.
27. ↑  Maureen Hart Hennessey.